# Alexandre Lamfalussy
Alexandre Lamfalussy (Kapuvár, 26 aprile 1929 – Ottignies, 9 maggio 2015) è stato un banchiere ed economista belga.
Noto come fondatore e presidente della dell'Istituto monetario europeo (che ha fornito le basi per la formazione della Banca centrale europea) e amministratore delegato della Banca dei regolamenti internazionali.
Sostenitore dell'euro, Lamfalussy ha partecipato attivamente al processo di unificazione monetaria e finanziaria dell'Europa. 
Europeista convinto, è stato per tutta la sua vita a favore di una visione eclettica dell'economia, che combina teoria e analisi empirica, al fine di essere in grado di rispondere ai problemi della politica economica.

## Biografia

### Formazione
Studente di economia al Politecnico di Budapest (1947), attraversa la cortina di ferro nel 1949 insieme a Otto Thür, Livia Thür, Denis Szabo, Rudolf Rezsöhazy e Gyula Horvath. In Belgio viene accolto come rifugiato politico. Otterrà la nazionalità belga in seguito nel 1962.
A partire dal settembre 1949, frequenta il secondo anno di economia all'Università cattolica di Lovanio, per poi conseguire la laurea nel 1952. All'interno dell'Istituto di scienze economiche, incontra quattro professori che lo influenzeranno in futuro, vale a dire Léon Dupriez, Paul Rousseaux, Michel Woitrin e Yves Urbain.
In seguito, inizia gli studi post laurea presso il Nuffield College di Oxford (1953-1954) e ottiene un dottorato in economia a Oxford nel 1957. 

### Carriera
Presso la Banque de Bruxelles (ora appartenente al gruppo ING), inizia la sua carriera nel 1955 in qualità di economista. Successivamente diventa consulente economico, poi direttore esecutivo tra il 1965 e il 1975. Nel ruolo di presidente del comitato direttivo del 1972, partecipa alla fusione tra Banque de Bruxelles e Banque Lambert, che nel 1975 porterà alla formazione della Banque Bruxelles Lambert. 
Nel 1976, entra a far parte della Banca dei regolamenti internazionali (BRI) a Basilea come consigliere economico e capo del dipartimento monetario ed economico. Vice direttore generale nel 1981, viene nominato anche amministratore delegato dal 1985 fino al 1993. È l'autore dell'approccio "macro-prudenziale" attuato dalla BRI. Proprio durante questi anni, entra a far parte del comitato Delors, che avrà un ruolo centrale nel processo di passaggio alla moneta unica e alla costituzione del Trattato di Maastricht. 
Dal 1 gennaio 1994 al 30 giugno 1997, ricopre il ruolo di primo presidente dell'Istituto monetario europeo. Sotto la sua presidenza, l'Istituto occupa un posto importante nelle ultime fasi dei processi che portano alla costituzione dell'unione economica e monetaria, in particolare con l'introduzione dell'euro. Tuttavia, emergono preoccupazioni per l'ortodossia della Bundesbank sull'euro. 
Nel 2000-2001 presiede il Comitato dei "saggi" europei come responsabile dello sviluppo di nuove regole per la regolamentazione dei mercati mobiliari europei, con l'obiettivo di renderli più flessibili, efficienti e trasparenti. .
Nel dicembre 2008, il governo belga lo invita a dirigere un comitato nazionale composto da sei, assunti per ridisegnare l'architettura del sistema finanziario nazionale.

### Insegnante
Oltre alla sua carriera nell'ambito finanziario, Alexandre Lamfalussy ha sviluppato, nel corso degli anni, anche un profilo accademico, ricoprendo i seguenti incarichi: 
- Docente presso le facoltà cattoliche di Lille
- Docente ospite presso il Dipartimento di Economia dell'Università di Yale
- Docente presso le facoltà universitarie di Namur nel 1962
- Docente all'Università Cattolica di Lovanio tra il 1965 e il 1975, anno in cui è stato nominato professore (emerito nel 1994)

### Altre funzioni
Alexandre Lamfalussy ha partecipato a numerosi gruppi di studio ed è stato membro di vari organismi tra cui: 
- Gruppo Bellagio, ovvero un gruppo di studio internazionale che riunisce 32 economisti tra il 1963 e il 1964;
- Comitato di esperti "Comitato di Segre" (1963-1965).
- Commissione della CEE responsabile dello studio del mercato europeo dei capitali.
- Comitato De Voghel per la preparazione del quadro giuridico per la specializzazione degli istituti finanziari belgi[14].

È stato inoltre nominato membro dell'Accademia delle scienze ungherese e dell'Accademia di scienze morali e politiche.

## Vita privata
Nel 1957, Alexandre Lamfalussy sposa Anne-Marie Cochard. Da tale unione, che durerà fino alla morte di Lamfalussy, nasceranno quattro figli:
- Il figlio maggiore, Christophe Lamfalussy, è un giornalista del quotidiano belga La Libre Belgique dal 1985.
- Sua figlia Isabelle è flautista e fondatrice del gruppo Solstice.
- Sua figlia Laurence ha creato la prima scuola libera Rudolf Steiner in Vallonia.
- Infine, suo figlio Jérôme è consulente per gli investimenti delle PMI belghe e olandesi.

## Distinzioni
- Gran Ufficiale dell'Ordine di Léopold (Belgio)
- Ordine di Santo Stefano d'Ungheria (massimo onore nel paese)
- Porteur de la Chaîne Corvin (Ungheria)
- Comandante della legione d'onore (Francia)
- Grande ufficiale dell'Ordine al merito della Repubblica Federale Tedesca
- Dottore onorario causa dell'Istituto di studi politici di Parigi
- Dottore onorario causa dell'Università Lyon II
- Dottore onorario dell'Università di Economia di Budapest
- Cittadino onorario del comune di Propriano

Nel 1996 è stato elevato al grado di barone. Il suo motto è "Une Die non Crescit" (Un Dio non cresce).

## Pubblicazioni
Le opere di Alexandre Lamfalussy fanno parte della tradizione keynesiana, ovvero una scuola di pensiero economica basata sulle idee di John Maynard Keynes. 
- Investment and growth in mature economies. The case of Belgium, Londra, MacMillan, 1961.
- The United Kingdom and the Six. An essay on economic growth in Western Europe, Londra, MacMillan, 1963, 147 p.
- Les Marchés financiers en Europe: Essai d'interprétation économique, Parigi, Presses Universitaires de France, 1968, 184 p. (I Mercati finanziari europei, Italia, Piccola Biblioteca Einaudi, 1972)
- Conferenza Jacobsson 1969: The role of monetary gold over the next ten years.
- Economic policy for Europe, Londra, MacMillan, 1975.
- "Observation de règles ou politique discrétionnaire? Essai sur la politique monétaire dans un milieu inflationniste", in BRI Economic Studies, n. 3, Bank for International Settlement, aprile 1981, 54 p.
- Financial crises in emerging markets: An essay on financial globalisation and fragility, New Haven, Yale University Press, 2000, 199 p.
- Regualtion of European Securities Markets. Final Report of the Committee of the Wise Men, 15 febbraio 2001.
- "Central banks, governments and the European monetary unification process", nel documento di lavoro della BRI, n. 201, Febbraio 2006.
- Alexandre Lamfalussy. Selected Essays, Ivo Maes (a cura di) con la collaborazione di Gyôrgy Szapàry, Budapest, Magyar Nemzeti Bank - National Bank of Belgium, 2017, 405 p.